# Zamiar pośredni
Zamiar pośredni (łac.dolus indirectus) – zamiar wyprowadzony ze średniowiecznej zasady prawa kanonicznego: „versari in re illicita imputantur omnia, quae sequuntur ex delicto”, która zakładała przypisanie sprawcy wszystkich skutków, które były wynikiem popełnionego przez niego przestępstwa.
Z konstrukcji zamiaru pośredniego wynika odpowiedzialność sprawcy za niezamierzony, bądź nieprzewidziany skutek, jeżeli między czynem a skutkiem zachodzi tzw. adekwatny związek przyczynowy (co oznacza, że z takiego czynu następuje lub może nastąpić skutek).

## Źródło
Za autora konstrukcji zamiaru pośredniego uznaje się Diego de Covarruviasa, hiszpańskiego duchownego. Konstrukcja ta została później rozwinięta w XVIII w. przez Daniela Nettelblandta.

## Prawo kanoniczne
Zamiar pośredni swoje korzenie odnajduje w średniowiecznej kanonistyce. Zgodnie z zasadą „versari in re illicita imputantur omnia, quae sequuntur ex delicto” dochodzi do tego zamiaru, gdy sprawca działając nieprzyjaźnie w wobec określonego podmiotu, wywoła skutek niezamierzony, który jest połączony z działaniem sprawcy.
Zamiar pośredni stanowił "pewną fikcję umyślności", na mocy której sprawcy działającemu z nieprzyjaznym zamiarem przypisywano skutki, które wynikają z jego działania lub mogą wyniknąć.

## Inne postaci
- dolus indirectus probatus - polegał na przypisaniu odpowiedzialności za skutek czynu przez sam fakt przedsięwzięcia zabronionego czynu, gdyż zakładano, że sprawca wiedział jakie skutki mogą wyniknąć z jego działania.
- dolus indirectus praesumptus - dopuszczał przeprowadzenie przeciwdowodu, który obalałby wspomniane wyżej domniemanie[3].

## Kodeksy austriackie
- Constitutio Criminalis Theresiana (1768) – po raz pierwszy wprowadzała dolus indirectus probatus[3]
- Fransciscana (1803) – Kodeks zakładał, że aby doszło do morderstwa musi wystąpić zamiar bezpośredni, a do zabójstwa wymagano zamiaru pośredniego (dolus indirectus). § 140 i § 141 kodeksu stanowią, że do zabójstwa dochodzi wtedy, gdy czyn, który spowodował śmierć człowieka, nie miał zamiaru zabicia, ale został przedsięwzięty w innym złym zamiarze, to należy uznać, że z działania takiego następuje lub może nastąpić skutek śmiertelny[4].

## Landrecht pruski
Stanowi pierwszą kodyfikację karną, która zawiera podział na umyślność (§ 26) i nieumyślność (§ 28) w popełnieniu czynu zabronionego.

## Prawo polskie
W Polsce zasady austriackiego kodeksu karnego z 1852 roku obowiązywały do 1932 roku na terenach byłego zaboru austriackiego.
Polskie kodeksy karne z 1932 roku oraz z 1969 roku nie znają pojęcia zamiaru pośredniego. Jest on ujęty jako nieumyślne uśmiercenie (art. 230 k.k. 1932 r., art. 152 k.k. 1969 r.).

## Wiek XIX
Był to okres, w którym kanoniści uznali, że do określenia winy sprawcy trzeba porzucić zasadę "rei illicitae", a skupić się na elemencie subiektywnym, jakim jest zaniedbanie przewidzenia lub przeszkodzenia powstania skutku. Zamiar pośredni znika, ustępując miejscu winie nieumyślnej.

## Występowanie
- Josephina z 1787 r.; I, § 3.
- Powszechne Pruskie Prawo Krajowe z 1794 r.; Cz. II,t. II,tyt. XX § 2
- Księgi Ustaw na zbrodnie i ciężkie policyjne przestępstwa z 1803 r. (Franciscana); § 1
- Kodeks karny austriacki z 1852 r.
- Ustawy karnej dla Zachodniej Galicji z 1796 r.; § 7
- Hiszpański kodeks karny z 1849